# Mont-de-Marrast
Mont-de-Marrast è un comune francese di 103 abitanti situato nel dipartimento del Gers nella regione dell'Occitania.

## Società

### Evoluzione demografica
Abitanti censiti